# Meißner Porzellan
Meißner Porzellan è un cortometraggio del 1906 diretto da Franz Porten. Fu il primo film del regista che, da autodidatta, diresse le sue due figlie, Henny e Rosa, pure esse al loro debutto cinematografico. Rosa sarebbe diventata sceneggiatrice e regista, Henny una diva del cinema muto tedesco.

## Produzione
Il film fu prodotto dalla Messters Projektion GmbH. Venne girato a Berlino, in Friedrichstraße 16, negli studi della casa di produzione. Il cortometraggio, della durata di circa quattro minuti, è accompagnato dalla musica di Karl Alfredy, una 'Salon'-Gavotte registrata su disco (prodotto appositamente per Oskar Messter) della Deutsche Grammophon.

## Distribuzione
Fu proiettato per la prima volta nel 1906 ed ebbe il visto di censura il 16 gennaio 1909.